# João Saraiva Corte-Real
João Saraiva Corte-Real GOA • MOSD • MPBS • MPMM • MSMM • MOCE • MPCE (Vinhó, Gouveia, 7 de Novembro de 1913 - 21 de Outubro de 1982), foi um militar português.

## Biografia

### Nascimento
Nasceu em 7 de Novembro de 1913, na freguesia de Vinhó, parte do concelho de Gouveia, filho de Estela Leitão Côrte Real e João Alves Saraiva. Pai de João Alexandre Medina Côrte-Real e Hugo Medina Côrte-Real.

### Carreira militar
Em 1 de Novembro de 1933, iniciou o curso de Infantaria na Escola Militar. Recebeu a promoção a alferes em 1 de Novembro de 1936, na mesma altura em que se integrou no Batalhão de Caçadores n.º 1. Entrou depois no curso de Piloto Aviador para Oficiais, que terminou em 23 de Agosto de 1937. Em 9 de Outubro de 1937 passou para o Grupo Independente de Aviação de Protecção de Combate, em Tancos, e em 21 de Janeiro de 1939 foi integrado na Base Aérea de Tancos. Em 27 de Julho de 1940 foi mudado para a Base Aérea N.º 1, em Sintra, onde começou a exercer como instrutor de voo, tendo ascendido ao posto de tenente em 1 de Dezembro desse ano. Recebeu a patente de capitão em 1 de Dezembro de 1942, data em que iniciou o comando da Esquadra de Instrução e Treino de Pilotagem. Concluiu o Curso Geral de Estado Maior em 3 de Novembro de 1948, passando à categoria de major, e depois foi colocado na Base Aérea N.º 2, na Ota, de forma a comandar a Esquadra de Caça n.º 1. Em 1 de Janeiro de 1953 ascendeu a Tenente-Coronel, sendo em seguida colocado como 2.º Comandante da Base Aérea N.º 2. Foi transferido para o Secretariado Geral da Defesa Nacional em 31 de Outubro de 1956, e em 15 de Março do ano seguinte passou ao posto de coronel. Foi promovido a brigadeiro em 21 de Julho de 1959, passando a chefiar a Direcção do Serviço de Material. Tornou-se subchefe do Estado Maior da Força Aérea em 2 de Maio de 1961, e em 6 de Junho desse ano recebeu a promoção a general. Fez parte da Câmara Corporativa na qualidade de subchefe do Estado-Maior da Força Aérea, tendo participado na VIII legislatura. Ascendeu a general de quatro estrelas em 4 de Março de 1964, tendo exercido como Chefe do Estado-Maior da Força Aérea desde então até 12 de Maio de 1967. Em seguida, trabalhou como inspector-geral da Força Aérea, ao mesmo tempo que presidiu ao Conselho Superior de Disciplina da Força Aérea.
Em 7 de Novembro de 1975 passou à reserva, tendo-se depois integrado no Supremo Tribunal Militar, onde começou a exercer como promotor em 18 de Novembro de 1977, e como promotor de justiça ad hoc em 30 de Junho de 1978. Regressou ao posto de promotor em 10 de Abril de 1979, até à revogação daquele cargo em 9 de Junho de 1981. Em 5 de Agosto do mesmo ano continuou a exercer como promotor, tendo sido transferido para o 5.º Tribunal Militar Territorial de Lisboa.

### Falecimento
Morreu em 21 de Outubro de 1982.

## Homenagens
Teve uma carreira militar distinta, durante a qual recebeu um grande número de louvores. Foi condecorado com o grau de cavaleiro na Ordem Militar de Avis em 11 de Outubro de 1945, na qual ascendeu a comendador em 3 de Novembro de 1953 e a grande-oficial em 5 de Agosto de 1964. Também foi homenageado com duas Medalhas de Ouro de Serviços Distintos, a Medalha de Prata de Serviços Distintos, as Medalhas de Mérito Militar de 1.ª e 2.ª Classes, e as Medalhas de Ouro e Prata de Comportamento Exemplar.
No estrangeiro, foi condecorado em Espanha com a Grã-cruz de Mérito Aeronáutico com Distintivo Branco e com a Cruz de 2.ª Classe da Ordem de Mérito Aeronáutico com Distintivo Branco, enquanto que em França foi honrado com o grau de comendador na Legião de Honra, e no Brasil com o grau de comendador da Ordem do Mérito Aeronáutico.